# Notre enfant
Pour plus de détails, voir Fiche technique et Distribution.
Notre enfant (Una especie de familia) est un film argentin réalisé par Diego Lerman, sorti en 2017.
Il est présenté dans la section Contemporary World Cinema au Festival international du film de Toronto 2017. 

## Fiche technique
- Titre français : Notre enfant
- Titre original : Una especie de familia
- Réalisation : Diego Lerman
- Scénario : Diego Lerman
- Direction artistique : Marcos Pedroso
- Costumes : Valentina Bari
- Photographie : Wojciech Staron
- Montage : Alejandro Brodersohn
- Pays d'origine : Argentine
- Format : Couleurs - 35 mm - Dolby Digital
- Genre : drame, thriller
- Durée : 95 minutes
- Dates de sortie :
  -  Canada : 8 septembre 2017 (Festival international du film de Toronto 2017)
  -  Argentine : 14 septembre 2017
  -  France : 18 avril 2018

## Distribution
- Bárbara Lennie : Malena
- Daniel Aráoz : docteur Costas
- Claudio Tolcachir : Mariano
- Yanina Ávila : Marcela
- Paula Cohen : Dra. Pernía

## Sortie

### Accueil critique
En France, le site Allociné recense une moyenne des critiques presse de 3,4/5, et des critiques spectateurs à 3/5.

## Distinctions

### Sélections
- Festival international du film de Toronto 2017 : en section Contemporary World Cinema.
- Festival international du film de Saint-Sébastien 2017 : en compétition en sélection officielle.
- Festival Biarritz Amérique latine 2017 : en compétition en sélection officielle.